# Depielo
Depielo, de son vrai nom Pierre-Olivier Valette, né le 16 février 1992 à Boulogne-Billancourt, est un vidéaste et commentateur sportif français. Il crée sa chaîne YouTube en 2015, et se fait connaître avec des vidéos de gaming sur des jeux de F1 à ses débuts, pour se tourner ensuite sur des vidéos plus documentaires sur le sport automobile en général.
En 2019, en parallèle de YouTube, il enchaîne les expériences de commentateur, comme pour la Race of Champions de 2019 avec Adrien Paviot, les F1 Esports Series avec Julien Cizabuiros sur Automoto La chaîne, ou encore les FIA Gran Turismo Championships avec Donald Reignoux. Il est également chroniqueur sportif pour l'émission Les Pistonnés de la chaîne First Team Sports.

## Biographie

### Vidéaste sur YouTube
En 2015, Pierre-Olivier Valette suit des études de commerce et de marketing, sans savoir encore vers quoi s'orienter précisément,. « Passionné par la vidéo depuis longtemps », il pense alors se lancer dans le monde du cinéma un jour. Dans le cadre de ses études, il passe un semestre aux États-Unis, au nord de Los Angeles et y suit divers cours qu'il ne pouvait pas avoir en France : TV Production, Digital Illustration, entre autres. Il rentre à Paris, faire son stage dans une entreprise de production audiovisuelle mais n'est pas convaincu par l'expérience. Il décide alors de lancer sa propre chaîne YouTube, Depielo,. Passionné de vidéo mais aussi de sport automobile et de jeu vidéo, il fait ses premières vidéos de gaming sur le jeu F1 2015,. Ce pseudonyme lui vient d'un cousin qui avait pour habitude de l'appeler comme ça.
Durant ses premières années sur la plateforme de vidéos, Depielo construit sa chaîne, avec de nombreuses vidéos de sim racing, sur les jeux F1, mais aussi sur iRacing notamment. YouTube devient son métier à temps plein à partir d'octobre 2017. Il fait partie de l'équipe professionnelle de sim racing, Real Championship, devenue Race Clutch, en tant que directeur de la communication. Par ses vidéos, il fait connaissance et se lie d'amitié avec le Chilien Fabrizio Donoso, vice-champion des F1 Esports Series 2017, qu'il recrute dans la Race Clutch. 

#### Baisse et regain de popularité
Début 2019, après une baisse de ses vues et une remise en question, il décide de faire moins de vidéos, mais « plus intéressantes et plus travaillées » : « Non seulement j'ai eu une bouffée d'air parce que ça m'a obligé à bosser mes vidéos, en termes d’écriture, de recherches, de production, et j'ai pris du plaisir à faire ça. Et ça a plutôt bien marché vu que le plaisir a été communicatif. ». Il enregistre ainsi des vidéos plutôt axées sur le monde et les actualités de la Formule 1 et du sim racing, tout en gardant encore quelques vidéos gaming. Ses vidéos de vulgarisation de la Formule 1 sont celles qui parlent au plus grand public, comme les stratégies d'équipe, les enjeux financiers de la Formule 1, les points du règlement, ou encore les dernières actualités.
Visant un public francophone, amateur de sport automobile et surtout de Formule 1, Depielo profite de la remontée de popularité de la Formule 1 en France, causée par le retour du Grand Prix de France, les arrivées des jeunes pilotes Pierre Gasly et Esteban Ocon, ainsi que le documentaire Netflix, Formula 1 : Pilotes de leur destin. Avec plusieurs dizaines de milliers d'abonnés, Depielo et les autres vidéastes français spécialisés dans la F1, « drainent un nouveau public », dont peut bénéficier la Formule 1 en France selon le journaliste Nicolas Anderbegani.
Depielo suit plus généralement la plupart des courses de sport automobile, comme la Formule E, mais aussi les formules de promotion comme la Formule 2. S'il assiste au Grand Prix de France 2018 par ses propres moyens, il bénéficie d'un Pass Presse à partir de l'ePrix de Paris 2019. Sa montée de popularité en 2019 l'aide à être directement invité par les organisateurs comme lors du Grand Prix de France 2019 ou au Gran Turismo World Tour de Paris 2019. 
En avril 2020, Depielo est invité à un grand événement de sim racing par Renault Sport et Team Vitality sur le jeu Gran Turismo Sport, avec notamment Esteban Ocon, Hadrien David ou encore Donald Reignoux. En mai et juin 2020, il participe à plusieurs #NotTheGP, des Grands Prix virtuels organisés par Veloce Esports, structure de sim racing fondée par Jean-Éric Vergne notamment, au côté de pilotes de Formule 1 comme Charles Leclerc ou Lando Norris, et d'autres créateurs de contenu : il monte notamment sur la troisième marche du podium à Monaco.
Le 9 septembre 2023, il gagne la seconde édition du GP Explorer, course de Formule 4 entre vidéastes francophones, organisé par Squeezie, au circuit Bugatti, au Mans.

### Chroniqueur et commentateur sportif

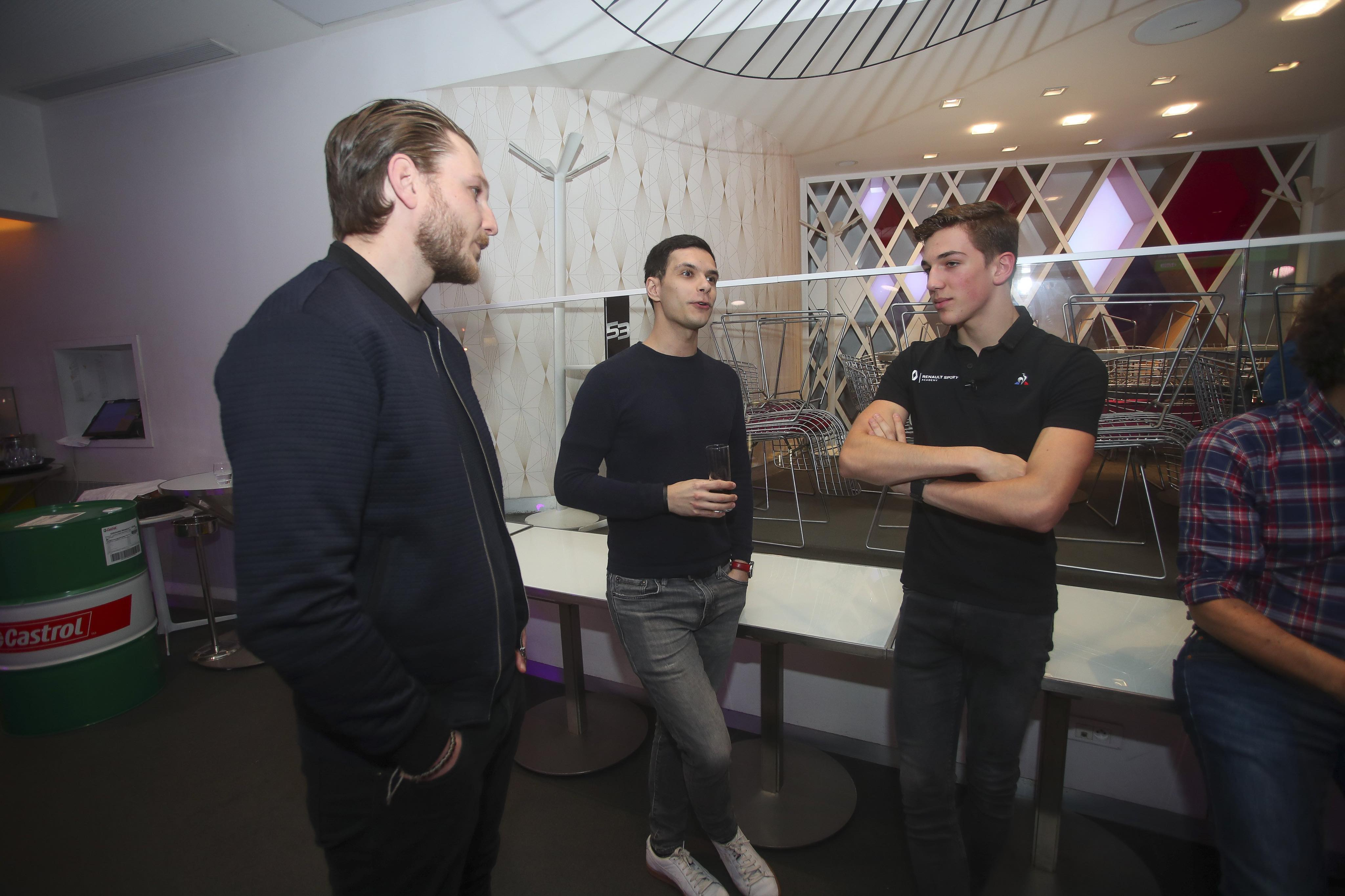
Depielo (au centre) avec le journaliste Emmanuel Moine à gauche et le pilote automobile Hadrien David à droite.

Depielo a sa première expérience de commentateur sportif à l'occasion de la finale des F1 Esports Series sur AB Moteurs en 2018. En janvier 2019, il commente son premier événement de sport automobile « réel » à l'occasion de la Race of Champions à Mexico, aux côtés d'Adrien Paviot, pour Automoto La chaîne,.
En juin 2019, il est invité par les organisateurs du Grand Prix de France pour commenter avec Julien Cizabuiros (un de ses amis vidéastes connu sous le nom d'Hydro ou plus anciennement spinmaster), le Grand Prix de France Électronique, course de sim racing,. Fin 2019, il est de nouveau commentateur avec Julien Cizabuiros pour Automoto La chaîne, cette fois pour tous les événements des F1 Esports Series,,. Cette même année, Depielo rejoint l'émission Les Pistonnés, de la chaîne First Team Sports qui crée une émission consacrée au sport automobile et à la Formule 1.
Début 2020, Depielo est annoncé comme le co-commentateur officiel de la saison entière des FIA Gran Turismo Championships, aux côtés de Donald Reignoux, déjà en place depuis la fondation du championnat. En juin 2020, il commente pour France.tv Sport, avec Julien Cizabuiros entre autres, les 24 Heures du Mans Virtuelles.

## Vie privée
Très grand amateur de Formule 1, Depielo n'a pour autant pas de pilote préféré comme il l'explique : « Je n'ai pas de pilote ou d'écurie préférée [...] J'aime surtout les grands moments de sport plus qu'autre chose. », citant notamment la victoire de Charles Leclerc au Grand Prix d'Italie 2019. Il cite le Grand Prix d'Espagne 2001 comme le moment de sport automobile « le plus fort » qu'il ait vécu. Son premier jeu de course est Destruction Derby 2 et son premier jeu de Formule 1 est Formula 1 98.